# Pepe Colubi
José Colubi Cosmen (Madrid, 29 de mayo de 1966), humorista, escritor, periodista y guionista español, oriundo de Cangas del Narcea (Asturias).

## Carrera
Actualmente participa, junto a Javier Coronas y Javier Cansado, en Ilustres ignorantes, programa emitido en Canal+ desde noviembre de 2008 hasta 2016, año en que comenzó a emitirse en #0, el canal de Movistar+. También publica una columna en Cinemanía desde el año 2006.
En televisión ha colaborado en el programa Channel nº 4 de la cadena de televisión Cuatro, desde su inicio en noviembre de 2005 hasta su última emisión el 22 de febrero de 2008. También ha participado en dos programas de Paramount Comedy: Noche sin tregua y Nada que perder. Además, ha sido guionista de Sobre la marcha (Canal+), El hormiguero (Cuatro), Lo más plus (Canal+), Más te vale XXL (Canal+) y La última noche (Telecinco). Entre 2009 y 2012 comentó las retransmisiones de los Globos de Oro y de los Oscar en Canal+. En 2016 comentó la gala de los Oscar en Movistar+.
En prensa escrita ha publicado habitualmente en El Jueves (desde 2006 hasta 2014, cuando abandonó la revista y pasó a colaborar con la publicación digital Orgullo y Satisfacción), La Nueva España, Rolling Stone, La Mirada, Diario 16, Tiempo, Batonga, El País de las Tentaciones o tvMANÍA, suplemento televisivo del diario La Vanguardia.  En radio ha colaborado en La ventana de Gemma Nierga, Carrusel de verano de Pachi Poncela y Hoy por hoy de Pedro Blanco (Cadena SER) o Día a la vista de Jordi González (Ràdio 4). Entre otras colaboraciones trabajó en 12 ediciones del Festival Internacional de Cine de Gijón.
Es autor de los textos promocionales (pressbook, páginas web, notas de prensa, etc) de las siguientes películas: La gran aventura de Mortadelo y Filemón, El lápiz del carpintero, Lo mejor que le puede pasar a un cruasán, XXL, Cándida, La luna en botella y Promoción fantasma.
En 2016 ficha por el programa #Likes en Movistar+ producido por 7 y Acción. Este magacine diario de actualidad y redes sociales fue presentado por Raquel Sánchez-Silva hasta su cancelación, a finales de noviembre de 2017.

## Libros editados
- El ritmo de las tribus (con dibujos de Mauro Entrialgo y prólogo de El Gran Wyoming) (Alba Editorial, 1997). ISBN 9788488730350
- La tele que me parió (Alba Editorial, 1999). ISBN 9788497932189
- La gran aventura de Mortadelo y Filemón (libro oficial de la película, Ediciones B, 2003). ISBN 8466610006
- La tele que me parió (edición revisada, Random House Mondadori, 2003). ISBN 9788489846852
- Hombres G: Seguimos locos... ¿Y qué? (Temas de hoy, 2004). ISBN 9788484603979
- Planeta rosa (El Jueves, 2005). ISBN 9788497415705
- Diario disperso (Laria, 2006). ISBN 9788485762514
- California 83 (Espasa, 2008 y Booket, 2012). ISBN 8467005025
- ¡Pechos fuera! (Espasa, 2009). ISBN 9788467025361
- Ilustres ignorantes (Aguilar, 2012). ISBN 9788403013018
- Chorromoco 91 (MR Narrativa, 2014 y Booket, 2015). ISBN 9788427040977
- Dispersión (Espasa, 2021). ISBN 9788467060829

## Enlaces
- Pepe Colubi en X (antes Twitter)

- Datos: Q6071735
- Multimedia: Pepe Colubi / Q6071735